# Liste der Monuments historiques in Vred
Die Liste der Monuments historiques in Vred führt die Monuments historiques in der französischen Gemeinde Vred auf.

## Liste der Objekte
| Bezeichnung                | Beschreibung          | Standort                      | Kennzeichnung | Schutzstatus | Datum | Bild |
| -------------------------- | --------------------- | ----------------------------- | ------------- | ------------ | ----- | ---- |
| Skulptur Christus am Kreuz | Holz, 19. Jahrhundert | in der Kirche St-Sarre (Lage) | PM59006390    | Inscrit      | 1988  |      |